# HD19653
HD19653 — хімічно пекулярна зоря спектрального класу A0, що має видиму зоряну величину в смузі V приблизно  8,9.
Вона  розташована на відстані близько 849,4 світлових років від Сонця.

## Пекулярний хімічний вміст
Зоряна атмосфера GSC4049-1303 має підвищений вміст 
Cr
.

## Магнітне поле
Спектр даної зорі вказує на наявність магнітного поля у її зоряній атмосфері.
Напруженість повздовжної компоненти поля оціненої з аналізу
наявних ліній металів
становить  548,0± 115,0 Гаус.